# Selenia Iacchelli
Selenia Iacchelli (* 5. Juni 1986 in Edmonton, Alberta) ist eine kanadische Fußballspielerin.

## Karriere

### Vereine
Iacchelli spielte zu Beginn ihrer Karriere für verschiedene unterklassige Mannschaften in ihrer Heimatstadt Edmonton. Während ihres Studiums an der University of Nebraska-Lincoln lief sie für das dortige Hochschulteam der Nebraska Cornhuskers auf und spielte sporadisch für den W-League-Teilnehmer Vancouver Whitecaps Women. Im Jahr 2010 war Iacchelli Teil des Aufgebots des italienischen Erstligisten ASD Torres Calcio, später kehrte sie zum Edmonton Victoria SC zurück, wo sie bis 2013 unter Vertrag stand. Bei der sogenannten Player Allocation zur Saison 2014 der NWSL wurde sie der Franchise der Western New York Flash zugewiesen, bestand jedoch die ärztliche Untersuchung nicht und wurde von ihrem Verband zurückgezogen.

### Nationalmannschaft
Iacchelli war Teil diverser kanadischer Nachwuchsnationalmannschaften und nahm unter anderem an der U-19-Weltmeisterschaft 2004 und der U-20-Weltmeisterschaft 2006 teil. Am 24. November 2013 debütierte sie bei einem Freundschaftsspiel gegen Mexiko in der Kanadischen Nationalmannschaft. 2015 wurde sie in den Kader für die Weltmeisterschaft im eigenen Land berufen.